# Point Judith

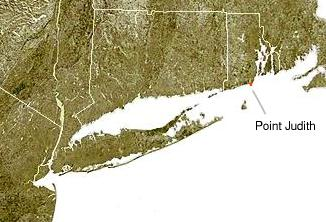
Satellitenfoto von Point Judith und Rhode Island

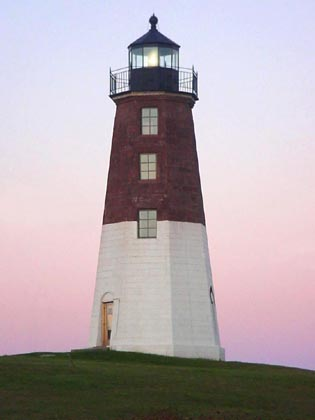
Point Judith Leuchtturm

Point Judith ist ein Dorf und ein kleines Kap an der Küste von Narragansett, Rhode Island auf der Westseite der Narragansett-Bucht, wo diese sich zum Rhode Island Sund ausweitet. Das Dorf gehört administrativ zu der nahegelegenen Kleinstadt Narragansett.

## Name
Der Ursprung des Namens „Point Judith“ ist umstritten. Eine der Deutungen vermutet, dass der Name auf den biblischen Stamm der Judäer zurückgeht; eine andere Deutung sieht die Ehefrau bzw. die Schwiegermutter von John Hull (1620–1683), Münzmeister der Massachusetts Bay Colony und Händler, als Namenspatronin; nach einer anderen Deutung geht der Name auf Judith Thatcher zurück, die bei nebeligem Wetter vor dem Kap durch ihr Eingreifen das Schiff ihres Vaters rettete, so dass die Schiffsmannschaft dem Kap aus Dankbarkeit ihren Namen gaben.

## Geschichte
Zu Beginn des 17. Jahrhunderts, als die Engländer ihre erste Kolonie in Neuengland gründeten, war die Region um Point Judith von den Östlichen Niantic bewohnt, einem Volk der Narraganset. In dem King Philip’s War (König Philip Krieg) 1675 bis 1676, den die einheimischen Völker gegen die Expansion der englischen Kolonisten führten, wurden die Narraganset nahezu vollständig ausgerottet.
Während der Amerikanischen Unabhängigkeitsbewegung in den späten 1770ern war Point Judith in der Hand der Briten, die unter Captain Wallace die Farmen der Siedler in dieser Region überfielen und niederbrannten.
Am Ende des Zweiten Weltkriegs waren die Gewässer vor Point Judith Schauplatz der letzten Versenkung eines US-amerikanischen Schiffes durch die deutsche Kriegsmarine. Am 5. Mai 1945 versenkte das deutsche U-Boot U 853 hier den amerikanischen Kohlefrachter Black Point (5353 BRT).

## Schifffahrt
Zu den Sehenswürdigkeiten des Ortes gehört der etwa 17 Meter hohe oktogonale Leuchtturm Point Judith Light aus dem 19. Jahrhundert. Der heutige Bau stammt von 1856, ein erster Turm wurde aber bereits 1810 errichtet. Von Point Judith aus existiert ein ganzjähriger Fährdienst nach Block Island.